# Creech St Michael
Creech St Michael est une paroisse civile et un village du Somerset, en Angleterre.